# Cmentarz Opatrzności Bożej w Toruniu
Cmentarz parafialny pw Opatrzności Bożej w Toruniu – czynny cmentarz rzymskokatolicki, założony w 1947 roku. Znajduje się on przy ulicy Włocławskiej 56-58 na Stawkach w Toruniu. Zajmuje powierzchnię 3,1 ha. Należy ona do parafii Opatrzności Bożej w Toruniu, jednak jest używana również przez parafię Matki Bożej Łaskawej w Czerniewicach i Niepokalanego Poczęcia Najświętszej Maryi Panny na Stawkach.
Decyzja o utworzeniu cmentarza nastąpiła 13 listopada 1947 roku. Jej poświęcenie dokonano 14 grudnia 1947 roku. Najstarszy zachowany nagrobek pochodzi z 1948 roku. W 2003 roku cmentarz objęto miejscowym planem zagospodarowania przestrzennego.
Cmentarz ma kształt prostokąta. Jest podzielony krzyżującymi się alejami na sześć dużych i cztery mniejsze, regularne kwatery. Od strony zachodniej, północnej i wschodniej jest ogrodzony. Aleja prowadząca od bramy wejściowej do krzyża, położonego w centrum cmentarza, jest wyłożona kostką. 
Cmentarz wpisany jest do gminnej ewidencji zabytków (nr 2578).

## Zasłużeni pochowani
- Helena Leszczyńska (1910–1985) – łączniczka Armii Krajowej[3]
- Tomasz Leszczyński (1902–1974) – łącznik Armii Krajowej[3]